# 장거리 달리기
장거리 달리기는 5km 이상을 달리는 육상 경기이다. 5000m·10000m·하프마라톤·마라톤·울트라마라톤 등이 있다. 10000m까지는 트랙 경기로, 하프마라톤부터는 도로 달리기로 한다. 장거리 달리기는 강인한 체력과 지구력을 요구하므로, 달리는 페이스를 잘 조정할 줄 알아야 한다. 상체를 5-10°가량 수그리고 호흡하는 데 방해가 되지 않도록 팔을 가볍게 흔들되, 산소를 충분히 들이마셔야 한다. 또한 발뒤꿈치는 땅에 살짝 닿는 정도로 달린다. 전체 거리를 최대 능력으로 달릴 수 있도록, 달리는 페이스를 조정하여 일정한 랩 타임을 유지하는 일이 중요하다.

## 반칙
마라톤 경기의 반칙은 다음과 같다.
- 주자를 고의적으로 방해하는 행위
- 도구를 이용해 편법으로 뛰는 행위
- 마라톤을 뛰기 전에 금지된 약물 복용(도핑) 행위
- 경기 중 의사나 타인으로부터 응급조치를 받는 행위 (응급 상황이 발생하면 먼저 경기 포기 의사를 명백히 밝히고 치료를 받아야 한다. 그렇지 않은 채 치료 받으면 실격이 된다.)
- 심각한 신체 이상 증상을 보이는 행위
- 타인으로부터 도움을 받는 행위

## 같이 보기
- 중거리 달리기
- 운동의 신경생물학적 효과

## 참고 자료
- 이 문서에는 다음커뮤니케이션(현 카카오)에서 GFDL 또는 CC-SA 라이선스로 배포한 글로벌 세계대백과사전의 내용을 기초로 작성된 글이 포함되어 있습니다.